# Studierektor
Studierektor er en stillingsbetegnelse, som blev indført ved danske MVU-institutioner i forbindelse med etableringen af CVU.
Stillingen svarede til rektorembedet ved de institutioner, som blev tilknyttet CVU'erne, men var underordnet en rektor for hele CVU.
Folketinget vedtog i juli 2007 en lov om professionshøjskoler, der etableredes gennem en fusion af CVU'er. Undervisningsministeren har i henhold til § 50 i loven om professionshøjskolen oprettet otte professionshøjskoler, som etableredes i januar 2008. I denne forbindelse valgte flere professionshøjskoler at nedlægge studierektorembederne og i stedet ansætte uddannelseschefer, mens andre bibeholdt stillingen. Det er dog professionshøjskolernes rektorer, der har de ledelsesmæssige beføjelser.